# Бекей-Хаджи
Бекей-Хаджи (Бекей, Бек-аджи, чечен.  Чечнара Бека-Хьаьжа; XVIII век) — чеченский политический‚ военный и религиозный деятель‚ один из руководителей антиколониальных выступлений в Чечне во второй половине XVIII века.

## Биография
В XVIII веке чеченские старшины и духовенство (хаджи, кадии и муллы) начали играть более заметную роль в общественно-политической жизни; они «посоветовавшись с народом», решали сложные внешнеполитические вопросы и внутренние проблемы. В источниках появляются имена таких влиятельных лиц‚ как «первого старшины Аджи Бекея»‚ «дер. Гребенчуковской Джавбатыр Зоришева»‚ «дер. Атагинской Лечи Бертсланов»‚ «дер. Карабулакской Цырка Дастков»‚ «от Амырханова броду от старшины Зорокая Бисолтанова» и т. д..
Бекей-Хаджи впервые упоминается в источниках в ноябре 1757 года в числе чеченских лидеров, «недовольных» царской администрацией;

«Чеченской воровской парти главные уздени Араби, Чомпалов да Аджихановы, они именуются Зевантарловы и оной фамилии узденской сын Касай... набраться может по сродству до 300 чел. и оные, пред протчими, силу и власть имеют немалую; а Чебаевы хотя природою и равны, но токмо против их силы и власти неимеют. А предводительми к худым поступкам у чеченского народа Чебаев брат Бекей, да означенных Арабиевой, Чомпаловой и Аджихановой фамилей уздени, которых чеченской народ во всем послушны»
— Из показаний чеченца А. Казанбиева, данных в Кизляре 1 ноября 1757 года
Как сообщают источники‚ у Бекея-Хаджи было значительное состояние‚ большое число сторонников и родственников. Также, предположительно, Бекей совершил хадж — паломничество в Мекку и Медину. Он пользовался значительным влиянием в плоскостных аулах Чечни.

### Восстание в Чечне (1757—1758)
Постройка царскими властями Червленского редута на Терском хребте на правобережье р. Терека, вмешательства во внутренние и внешние дела чеченских обществ вызвали недовольство в Чечне. Бекей-Хаджи со своим братом Чебаем начал готовиться к вооружённому противодействию царской администрации. Они организовали нападения на казачьи станицы и Червленский редут.
Червленский редут был построен с целью контроля торговых путей у переправ через Терек и Сунжу. Из-за серьезных угроз разрыва отношений с чеченцами Коллегия иностранных дел России предложила кизлярскому коменданту Фрауендорфу снести данный редут, который «заведён там напрасно и ничему иному не служит, как к побуждению тамошних варварских народов к подбегам под оной…».
Вскоре с целью принудить чеченцев к повиновению Чебая схватили в Кабарде и передали в Кизляр. У Чебая были найдены «писанные от него‚ Шабая‚ к горскому народу возмутительные к воровству письма». Это сообщение показывает нарастание организованного протестного движения в Чечне. Однако арест Чабая не дал желаемого результата, а наоборот, спровоцировал возмущение в Чечне и набеги на военную линию. А Бекей-Хаджи обращается к генерал-майору Э. Черкасскому, командующему Терским кизлярским казачьим войском, с угрозами полного разрыва отношений с царскими властями: «... ежели Чабай... умрёт, то небезызвестно и Вам, что Чеченское жилище... государыне подвластно не будет». С вооруженным отрядом Бекей напал на одно из терских казачьих поселений, где взял взял пленных для обмена на своего брата.
Крупные отряды чеченцев стали появляться на границах Российской империи, царские власти опасались «общего возмущения» и того, что к бунту присоединятся «другие горские народы…». Бекей со своими людьми совершил несколько нападений на пограничную линию, на российские кордоны и караулы.
После длительных обсуждений Коллегия иностранных дел с одобрения императрицы Елизаветы Петровны организовала военную экспедицию в Чечню под командованием генерала фон Фрауендорфа.
В Чечне начало собираться народное ополчение, в которое, по данным царского командования, входили до 2 тыс. воинов-всадников с плоскостной Чечни, которым на помощь пришли отряды «гребенчуков, шалинцов, мичкисцов, и с качкалык... кехинцев, чебуклинцев, чубутцов, гунбенцов, андинцов, ногчумакинцов, голонданцев...» а также  «...из аксайской и Исы-Су деревень, да Гикеху, Ерпи, живущих по Сунже». Ополченцы стали укреплять Ханкальское ущелье оборонительными сооружениями: они соорудили засеки, выкопали ров и построили срубы «наподобие башни».
Андийцы написали письмо Фрауендорфу, в котором говорилось, что нельзя допускать войну, потому что она приведёт только к ожесточению чеченцев и «никакой прибыли» не будет. Андийцы в случае войны угрожали, что станет  «вся Дагестания на тебя... причем будут дратца и беспокоит вас для того, что вы зачинатели ссоре».
Экспедиционный корпус генерала Фрауендорфа, численностью 5819 человек, выступил в поход 7 апреля 1757 года и, 15 апреля, перейдя Сунжу, встал лагерем в 8 верстах от Ханкальского ущелья. 22 апреля царские войска соовершили внезапное вторжение на Чеченскую равнину. Местные жители успели бежать от наступающих войск в «крепкие места» и занять укреплённые позиции. В конце дня войска вернулись в свой лагерь.
К началу мая чеченцы собрали войско численностью 3060 человек, между ополченцами и царскими войсками произошло несколько стычек. 
5-6 мая Бекей-Хаджи вместе с узденем Бату и братьями Мамашем и Бардыханом Айдемировыми принимает участие в неудачных переговорах с Фрауендорфом.
Простояв на Сунже до конца мая, Фрауендорф ушел к Тереку, а в начале июня вернулся в Кизляр. Он признал в донесении в Санкт-Петербург, что повстанцы «в покорение не пришли». Однако чеченцы стремились к мирным политическим и торговым отношениям с Российской империей, о чем в августе 1758 года докладывал и царский агент: «что де чеченцы все ссоре и войне быть не желают». Вскоре мирные отношения были восстановлены, Червленский редут был убран, а Чебая отпустили.

### Дальнейшая деятельность
В 1760 году состоялись переговоры, в ходе которых были урегулированы спорные вопросы; представители влиятельных чеченских семейств, в том числе Бекей и Чебай, выдали  аманатов.
В начале 1770-х годов произошло новое обострение в российско-чеченских отношениях. Как сообщают источники, чеченцы в 1770 году «бунтовали» и обращались за помощью к аварскому хану:

«А потом и далее к чеченцам прислали по притчине как в прошлом годе, сначала противу здешняго края они бунтовали и зато наказывались войсками ис корпуса госи. ген.-м. и ковалера Демедема, почему от всего народа их старшина Аджи Бекей ездил к нему, хану, и просил людьми вспомоществование, но хан тогда отказал, а чеченцы, негодуя за то, делали ему по своему обыкновению проклятие…»
— Из письма кизлярского коменданта полк. Неимча кап. Львову о том, что горцы готовят нападение на Грузию и просит предупредить об этом царя Ираклия. 21 июля 1771 год
Генерал-майор Де-Медем, назначенный в 1769 году командующим войсками на Кавказской линии, дважды совершает карательные экспедиции против восставших чеченцев, которые «никак своего буйства не оставляли».
О походе генерала Де-Медема в Чечню в 1770 году известный кавказовед Пётр Бутков писал: «Сей первый поход против чеченцев, в коем употребленная умеренность не могла привести их раскаянию только к вящим преступлениям, и они от буйства своего не отстали».
В июле 1771 года Бекею-Хаджи прислал письмо аварский Магомед-Нуцал с предложением поучаствовать в закавказском походе. В письме аварский нуцал обращается к Бекею-Хаджи так: «Приношу неисчислимый поклон господину, сердечному брату и старинному приятелю, усердному другу». Письмо через чеченского узденя Бази попало к российским властям на Тереке. По сведениям Бази, письмо было прислано «на имя их первого старшины Аджи Бекая». Чеченские старшины ответили отказом, сказав: «когда прежде он по их приглашению не приступил». Здесь имеются в виду события 1770 года, когда чеченцы обратились за помощью, но Магомед-нуцал отказался им помогать.
Весной 1774 года Бекей-Хаджи ведёт переговоры с дагестанцами и кабардинцами, с целью организовать коалицию против царской администрации. В конце апреля он был в Эндирее с письмом от кабардинских владельцев, с призывом «во общее противу России злодейство, объявляя несколким людям, сказывал притом, кабардинцами де Моздок атакован, и все чеченцы, ожидая болшего прибытия их войск, состоят к нападению в готовности, будут ли и они на то согласны. Однако андреевцы отказались, с чем он и возвратился».